# Emphyleuscelus iquitensis
Emphyleuscelus iquitensis es una especie de coleóptero de la familia Attelabidae.

## Distribución geográfica
Habita en Perú.